# Salomon van Ruysdael
Salomon Van Ruysdael, Salomon Jacobsz de Gooyer (Naarden, Holanda Septentrional, c. 1600/1603-Haarlem, 1670) fue un pintor barroco neerlandés.
Aunque nació en el seno de la familia De Gooyer, decidió cambiar su nombre en honor al castillo Ruijschdaal, ubicado en la actual región de Het Gooi, Hilversum, de donde su padre era originario.
En 1623 se integró en el gremio de los pintores de Haarlem, la Guilda de San Lucas, e instaló un taller en el que trabajaron varios artistas de la época, entre ellos su sobrino Jacob van Ruysdael. Aunque también elaboró bodegones y pintura de género, se especializó en la pintura de paisaje, dentro de la tradición paisajista neerlandesa y los múltiples viajes que realizó por Holanda Septentrional y Meridional centraron su interés en las representaciones bucólicas y lacustres. Sus primeras labores reflejan la influencia de antecesores como Esaias van Velde y Jan Porcellis. En un principio sutil y concisa, su gama tonal evolucionó hacia el empleo de colores diáfanos y brillantes, interesado en las variaciones lumínicas. Algunos investigadores lo consideran un precursor del impresionismo holandés. 
Obras de Salomon van Ruysdael se encuentran, entre otros, en el museo Kunsthalle, en Hamburgo; la National Gallery de Londres, en Reino Unido; el Metropolitan Museum of Art, de Nueva York; el Rijksmuseum, de Ámsterdam, y el Museo Soumaya, en la Ciudad de México.